# Urban Legend (album)
Pour les articles homonymes, voir Urban Legend (homonymie).
Albums de T.I.
Trap Muzik
(2003) King
(2006)
Singles
1. Bring Em Out
Sortie : 19 octobre 2004
2. U Don't Know Me
Sortie : 11 janvier 2005
3. ASAP
Sortie : 24 mai 2005

Urban Legend est le troisième album studio de T.I., sorti le 30 novembre 2004 aux États-Unis.
L'album, qui s'est classé 1er au Top R&B/Hip-Hop Albums et 7e au Billboard 200, a été certifié disque de platine par la Recording Industry Association of America (RIAA) le 3 mars 2005.
Il a connu un succès immédiat grâce au hit Bring Em Out. Ce titre, dont la production est assurée par Swizz Beatz, sample, pour le refrain, la chanson What More Can I Say de Jay-Z, apparaissant sur The Black Album.
On retrouve sur l'opus Trick Daddy, Nelly, Lil Jon, B.G., Mannie Fresh, Daz Dillinger, Lil Wayne, Pharrell Williams, P$C et Lil' Kim.

## Liste des titres
| No  | Titre                                                                        | Contient un (des) sample(s) de                                  | Durée |
| --- | ---------------------------------------------------------------------------- | --------------------------------------------------------------- | ----- |
| 1.  | Tha King (Produit par Nick « Fury » Loftin)                                  | Hit It Run de Run–D.M.C.                                        | 3:24  |
| 2.  | Motivation (Produit par DJ Toomp)                                            |                                                                 | 3:34  |
| 3.  | U Don't Know Me (Produit par DJ Toomp)                                       |                                                                 | 4:03  |
| 4.  | ASAP (Produit par Sanchez Holmes)                                            |                                                                 | 4:44  |
| 5.  | Prayin for Help (Produit par Sanchez Holmes)                                 | When I'm Gone des Jones Girls                                   | 4:22  |
| 6.  | Why U Mad at Me (Produit par Kevin « Khao » Cates)                           | Bumpy's Lament de Soul Mann & the Brothers                      | 3:53  |
| 7.  | Get Loose (featuring Nelly – Produit par Jazze Pha)                          | Ready or Not Here I Come (Can't Hide From Love) des Delfonics   | 4:12  |
| 8.  | What They Do (featuring B.G. – Produit par KLC)                              |                                                                 | 3:48  |
| 9.  | The Greatest (featuring Mannie Fresh – Produit par Mannie Fresh)             |                                                                 | 4:22  |
| 10. | Get Ya Shit Together (featuring Lil' Kim – Produit par Scott Storch)         |                                                                 | 4:05  |
| 11. | Freak Though (featuring Pharrell – Produit par The Neptunes)                 |                                                                 | 3:43  |
| 12. | Countdown (Produit par David Banner)                                         |                                                                 | 4:55  |
| 13. | Bring Em Out (Produit par Swizz Beatz)                                       | What More Can I Say de Jay Z featuring Vincent « Hum V » Bostic | 3:36  |
| 14. | Limelight (featuring P$C – Produit par Khao)                                 | I'll Never Let You Go des Sylvers                               | 5:03  |
| 15. | Chillin with My Bitch (featuring Jazze Pha – Produit par Scott Storch)       |                                                                 | 3:56  |
| 16. | Stand Up (featuring Lil Jon, Trick Daddy et Lil Wayne – Produit par Lil Jon) |                                                                 | 4:42  |
| 17. | My Life (featuring Daz Dillinger – Produit par Daz Dillinger)                |                                                                 | 5:13  |

| 18. | Drug Related                  | 3:39 |
| 19. | Hustlin' (featuring Governor) | 3:21 |